# 日本共産党第5回全国協議会
日本共産党 第5回全国協議会（にほんきょうさんとう だい5かいぜんこくきょうぎかい）は、1951年（昭和26年）10月16日 - 17日に開催された日本共産党の全国協議会。「五全協」と略称される。

## 概要
レッドパージ後、中華人民共和国に亡命した徳田球一らは北京機関を設置し、その意を受けた共産党主流派は1951年2月23日に日本共産党第4回全国協議会（「四全協」）を開いて反米武装闘争の方針を決定し、中国共産党の抗日戦術を模倣して、山村地区の農民を中心として全国の農村地帯に「解放区」を組織することを指示した。
四全協を受けた同年10月の「五全協」では「日本の解放と民主的変革を、平和な手段によって達成しうると考えるのは間違いである」として「農村部でのゲリラ戦」を規定した『日本共産党の当面の要求――新しい綱領』（51年綱領）が採択され、「われわれは、武装の準備と行動を開始しなければならない」とする軍事方針が打ち出された。

## 51年綱領の採択
「五全協」では、「51年綱領」が無修正で採択された。「51年綱領」で武装闘争不可避論、武装闘争路線、暴力革命路線および「軍事方針」が採択されたことにより、全国各地で様々な事件が多発した 。当時の日本共産党は山村工作隊や中核自衛隊などの非合法組織をつくり、1952年以降は火炎瓶闘争を展開した。
武装綱領と呼ばれた「われわれは武装の準備と行動を開始しなければならない」では、日本民族の独立を第一義とした「民族解放民主革命」を理想とし、「軍事組織の最も初歩的なまた基本的なもの」として「中核自衛隊」が唱えられた。

## 六全協へ
1955年（昭和30年）7月の日本共産党第6回全国協議会（「六全協」）では日本共産党は従来の武力闘争路線を180度転換して平和路線を採択した。